# Henning Höne

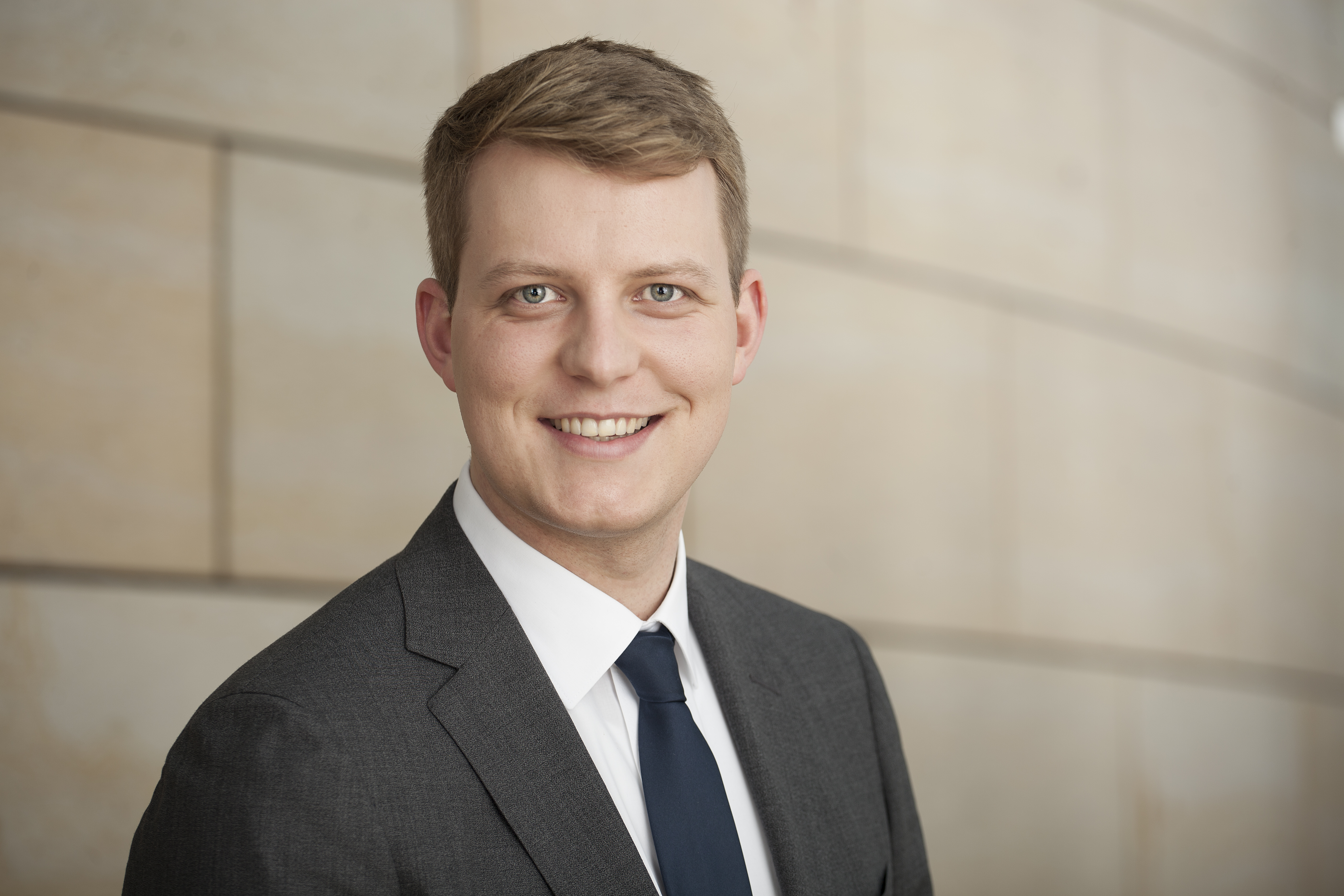
Henning Höne

Henning Höne (* 9. März 1987 in Coesfeld) ist ein deutscher Politiker der FDP. Er ist seit 2012 Mitglied im Landtag Nordrhein-Westfalen, seit 2022 Vorsitzender der FDP-Landtagsfraktion und seit Januar 2023 Vorsitzender der FDP Nordrhein-Westfalen. Seit Mai 2025 ist Höne außerdem stellvertretender Bundesvorsitzender seiner Partei.

## Leben
Höne legte im Jahr 2006 sein Abitur am St.-Pius-Gymnasium Coesfeld ab, ein Jahr seiner Schulzeit verbrachte er in den USA in Florida. Nach dem Abitur begann er ein Duales Studium der Betriebswirtschaftslehre. Im Zuge seines Studiums absolvierte er 2008 die Ausbildung zum Industriekaufmann und schloss Anfang 2010 das Studium mit einem Bachelor of Arts ab. Höne arbeitete zunächst im Ausbildungsbetrieb, der Hülsta-Werke Hüls, weiter, bis er im Herbst 2010 ein Masterstudium aufnahm. Das Studium schloss er mit dem Master of Science in Betriebswirtschaftslehre an der Universität Duisburg-Essen im Jahr 2017 ab. Seit dem Jahr 2016 ist er verheiratet. Höne ist Vater von zwei Kindern.

## FDP und Junge Liberale
Im Jahr 2004 wurde Höne Mitglied der Jungen Liberalen. 2006 wurde er als Beisitzer in den Landesvorstand der Jungen Liberalen NRW gewählt, während der Wahlkampfjahre 2009 bis 2010 war er als stellvertretender Landesvorsitzender für die Presse- und Öffentlichkeitsarbeit des Jugendverbandes zuständig. Von 2010 bis 2013 führte er den Landesverband als Vorsitzender.
Höne war von April 2008 bis Juni 2020 Kreisvorsitzender der FDP Coesfeld. Seit Juni 2020 ist er Vorsitzender des FDP-Bezirksverbandes Münsterland. Seit 2010 ist er Mitglied im Landesvorstand der FDP Nordrhein-Westfalen. 2017 trat er, wie bereits 2012, als Spitzenkandidat seines Kreis- und Bezirksverbandes für die Landtagswahl an. Im August 2022 gab Höne bekannt, als Nachfolger von Joachim Stamp für den Landesvorsitz der FDP Nordrhein-Westfalen kandidieren zu wollen. Auf dem Landesparteitag der FDP Nordrhein-Westfalen am 21. Januar 2023 wurde er zum neuen Landesvorsitzenden gewählt. Bei der erneuten Wahl auf dem Parteitag am 13. April 2024 wurde er mit einem Ergebnis von 79 % als Landesvorsitzender wiedergewählt.

## Kommunalpolitik
Höne wurde bei der Kommunalwahl 2009 erstmals in den Kreistag Coesfeld gewählt. Dort war er zunächst im Ausschuss für Schule, Kultur und Sport tätig. Bis 2014 war er für die FDP-Kreistagsfraktion Mitglied im Ausschuss für Finanzen, Wirtschaft und Kreisentwicklung. Bei der Kommunalwahl 2014 ist er als Spitzenkandidat wieder in den Kreistag eingezogen und wurde im Juni 2014 zum Fraktionsvorsitzenden der FDP-Kreistagsfraktion gewählt. Seitdem gehört er dem Kreisausschuss im Kreistag Coesfeld an. Für die Kommunalwahl am 13. September 2020 trat er erneut als Spitzenkandidat der Freien Demokraten für den Kreistag an. Im Februar 2023 hat Höne sein kommunales Mandat als Fraktionsvorsitzender niedergelegt.
Im Rahmen des kommunalpolitischen Engagements im Kreistag war Höne Mitglied verschiedener Aufsichtsgremien. Für den Kreis Coesfeld war er Mitglied der Zweckverbandsversammlung der Sparkasse Westmünsterland. Außerdem war er für den Kreistag Mitglied in den Aufsichtsräten der Wirtschaftsbetriebe Kreis Coesfeld GmbH (WBC) und der Gesellschaft des Kreises Coesfeld zur Förderung regenerativer Energien (GFC). Beide Unternehmen sind Tochtergesellschaften des Kreises Coesfeld.
Seit Juli 2012 ist er außerdem Mitglied des Beirats der Sparkasse Westmünsterland.
Von 2010 bis 2013 war Höne Mitglied der FDP-Fraktion in der Landschaftsversammlung Westfalen-Lippe. Hier war er als sachkundiger Bürger ordentliches Mitglied im Schulausschuss sowie stellvertretendes Mitglied im Ausschuss für Finanzen und Personal.

## Landtag NRW
Höne trat bei den Landtagswahlen 2010, 2012, 2017 und 2022 für die FDP im Landtagswahlkreis Coesfeld I – Borken III an, wobei er 5,7 %, 5,1 %, 9,2 % und 6,3 % der Erststimmen auf sich vereinen konnte. Er zog 2012 über den 13. Listenplatz, 2017 über den 10. Listenplatz und 2022 über den 9. Listenplatz in den Landtag Nordrhein-Westfalen ein. Von Juli bis Oktober 2017 war er stellvertretender Vorsitzender und von Oktober 2017 bis Mai 2022 Parlamentarischer Geschäftsführer der FDP-Landtagsfraktion. Am 30. Mai 2022 wurde er zum Vorsitzenden der FDP-Landtagsfraktion gewählt.
Höne war in der 16. Legislaturperiode jüngster Abgeordneter des Landtages. In der 17. Legislaturperiode war er ordentliches Mitglied im Ausschuss für Heimat, Kommunales, Bauen und Wohnen und im Ältestenrat. Darüber hinaus war er stellvertretendes Mitglied im Hauptausschuss, im Haushalts- und Finanzausschuss, im Ausschuss für Klimaschutz, Umwelt, Naturschutz, Landwirtschaft und Verbraucherschutz, sowie im Wahlprüfungsausschuss und in der Enquetekommission „Brexit: Auswirkungen auf Nordrhein-Westfalen“. Zudem war er Sprecher für Kommunalpolitik der FDP-Landtagsfraktion.
Im Rahmen seiner Tätigkeit als Landtagsabgeordneter war Henning Höne, von 2012 bis 2017, von der FDP-Landtagsfraktion als Mitglied in den Beirat der Verbraucherzentrale NRW, den Begleitausschuss NRW Ländlicher Raum 2014–2020 und in den Landesbeirat für Immissionsschutz entsandt. Zusätzlich war er Mitglied im Stiftungsrat der Stiftung Umwelt und Entwicklung NRW sowie des Kuratoriums der KlimaExpo.NRW. Nach eigenen Angaben werden für diese Ämter keine Aufwandsentschädigungen gezahlt. Seit der 17. Legislaturperiode ist er zudem in der Medienkommission der Landesanstalt für Medien Nordrhein-Westfalen (LfM). Dem Gremium gehören 41 Mitglieder an. Zusammengesetzt aus acht Mitgliedern des Landtag NRW und gesellschaftlich relevanten Gruppen und Verbänden.
Höne ist Vorsitzender der Parlamentariergruppe United Kingdom. Außerdem engagiert sich Henning Höne unter anderem in den Parlamentariergruppen NRW-USA, deren Ziel der politische, gesellschaftliche, wirtschaftliche und kulturelle Austausch mit den jeweiligen Ländern ist. Bis zum Ende der 16. Legislaturperiode gehörte Höne ebenfalls der Parlamentariergruppe NRW-China an.

## Politische Position

### Wirtschaftspolitik
Höne setzt sich für eine verbindliche Fristsetzung bei staatlichen Genehmigungsverfahren ein. Er kritisiert, dass der Staat in vielen Bereichen eine Genehmigungspflicht vorschreibe, ohne gleichzeitig klare Regelungen zur Bearbeitungsdauer festzulegen. Um langwierige Verzögerungen zu vermeiden, fordert er, dass für jede behördliche Genehmigung eine feste Frist gelten soll. Ist diese Frist abgelaufen, solle das entsprechende Vorhaben automatisch als genehmigt gelten. Als Beispiel nennt er den Hausbau, bei dem eine solche Regelung einen grundlegenden Paradigmenwechsel bedeuten würde.

### Finanzpolitik
In der Finanzpolitik fordert er Haushaltsdisziplin und setzt sich für steuerliche Entlastungen ein, etwa durch eine Senkung der Grunderwerbsteuer auf 3,5 % in Nordrhein-Westfalen, um den Wohnungsbau und den Erwerb von Eigenheimen zu fördern. Zudem betont er, dass jede Generation nur das ausgeben sollte, was sie erwirtschaftet, um nicht die Chancen kommender Generationen schon heute einzuschränken.

### Bildungspolitik
Statt auf direkte Förderung von Familien und Bildung setzt Höne auf indirekte Förderung. Hierfür schlägt er vor, die Hälfte des Kindergeldes, etwa 27 Milliarden Euro jährlich, in die Bildungs- und Betreuungsinfrastruktur zu investieren, um Bildungschancen zu erhöhen und eine bessere Vereinbarkeit von Familie und Beruf zu ermöglichen.

### Energiepolitik
Den von der schwarz-grünen Landesregierung in Nordrhein-Westfalen vorgezogenen Kohleausstieg bis 2030 bezeichnete Höne als „Kostenkatastrophe ohne Klimaschutz“. Stattdessen schlägt er vor, den Ausstieg auf 2033 zu verschieben, um mehr Zeit für den Ausbau von Ersatzkraftwerken und Netzen zu gewinnen. Der Ausbau der erneuerbaren Energien müsse zügig erfolgen, dabei aber stets Klimaschutz, Bezahlbarkeit und Versorgungssicherheit gleichrangig beachten.

### Öffentlich-rechtlicher Rundfunk
Höne befindet 2022 die Kosten des Öffentlichen Rundfunks als zu hoch. Sein Vorschlag ist eine Halbierung des Rundfunkbeitrags bis 2027 und die Zusammenlegung von ARD und ZDF. Anstatt auf Spielshows sollten sich die Sendungsinhalte auf Information, Bildung und Kultur fokussieren.